# إيفان بيريز مونوز
إيفان بيريز مونوز (29 يناير 1976

 في مدريد) (بالإسبانية: Iván Pérez Muñoz)‏ لاعب كرة قدم إسباني سابق كان يجيد اللعب في مركز المهاجم .
لعب بيريز في أندية ريال مدريد وإكستريمادورا وريال بتيس وبوردو وديبورتيفو لاكورونيا ونومانسيا وليغانيز وغيرونا.
بيريز الشقيق الأصغر لألفونسو بيريز. اجتمعا معاً في نادي ريال مدريد موسم 1994/1995 ثم اجتمعا مجدداً في نادي ريال بيتيس طوال موسمي 1997/1998 و1998/1999 .

## وصلات خارجية
- إيفان بيريز مونوز على موقع رابطة كرة القدم الفرنسية للمحترفين (الإنجليزية)
- إيفان بيريز مونوز على موقع قاعدة بيانات كرة القدم.إي يو (الإنجليزية)
- إيفان بيريز مونوز على موقع عالم كرة القدم.نت (الإنجليزية)